# Shashi Kapoor
Shashi Kapoor, född 18 mars 1938 i Calcutta, död 4 december 2017 i Bombay, var en indisk skådespelare. 
Han var son till Prithviraj Kapoor. Han var gift med Jennifer Kendal, syster till Felicity Kendal. Under sin karriär medverkade Sashir Kapoor i mer än 150 filmer inklusive en rad brittiska och amerikanska produktioner. Hans rollprestationer i filmerna Deewar och Kabhie Kabhie uppmärksammades särskilt och bidrog till att han blev en förgrundsfigur inom Bollywood. Under sin karriär belönades Kapoor med flera nationella filmpriser. År 2015 tilldelades han det prestigefyllda indiska filmpriset Dadasaheb Phalke Award.

## Filmografi (urval)
- 1972 – Siddhartha
- 1983 – Hetta
- 1987 – Sammy & Rosie